# Make Her Say
Make Her Say è un brano musicale del rapper statunitense Kid Cudi, pubblicato come secondo singolo estratto dall'album Man on the Moon: The End of Day. Il singolo è stato reso disponibile su iTunes il 9 giugno 2009.

## Descrizione
Il brano figura la partecipazione di Kanye West, che è anche produttore del brano, e Common, oltre che del deejay A-Trak. Il brano contiene un campionamento di Poker Face di Lady Gaga in una versione acustica contenuta nell'EP The Cherrytree Sessions (originariamente, il brano era intitolato I Poke Her Face). Il produttore Kanye West si è infatti rivelato grande fan di Lady Gaga.

## Tracce
Download digitale
1. Make Her Say – 3:57

CD promozionale
1. Make Her Say (Clean) – 3:58
2. Make Her Say (Dirty) – 3:58
3. Make Her Say (Instrumental) – 3:57
4. Make Her Say (Afrojack Remix)

CD singolo (Stati Uniti)
1. Make Her Say – 3:59
2. Day 'N' Night – 3:42
3. Day 'N' Night (Crookers Remix) – 4:41

## Classifiche
| Classifica (2009) | Posizione massima |
| ----------------- | ----------------- |
| Belgio (Fiandre)  | 68                |
| Belgio (Vallonia) | 57                |
| Canada            | 78                |
| Germania          | 85                |
| Nuova Zelanda     | 35                |
| Regno Unito       | 67                |
| Stati Uniti       | 44                |